# Blue Moon Odom
Johnny Lee Odom, mieux connu sous le nom de Blue Moon Odom, né le 29 mai 1945 à Macon, Géorgie, aux États-Unis, est un ancien joueur professionnel de baseball.
Lanceur droitier, il évolue dans la Ligue majeure de baseball de 1964 à 1976, et s'illustre particulièrement avec les Athletics d'Oakland. Le lanceur partant, deux fois joueur étoile, fait partie des clubs d'Oakland champions des Séries mondiales de 1972, 1973 et 1974.

## Carrière

### Débuts
La légende souvent répétée veut que Charlie O. Finley, propriétaire de l'équipe des Athletics d'Oakland, ait imposé à John Odom le surnom Blue Moon, ou « lune bleue » en français. Odom hérite plutôt son surnom d'un certain Joe Morris,, un ami d'enfance qui le surnomma au départ Moonhead (« tête de lune »), puis Blue Moon, trouvant que son visage ressemblait à la Lune. En début de carrière, alors que le jeune homme n'est pas encore très connu, il est généralement identifié sous le nom John Odom, notamment sur les cartes de baseball.

### Athletics de Kansas City
À l'âge de 19 ans, Odom fait ses débuts dans la Ligue majeure de baseball au Municipal Stadium de Kansas City le 5 septembre 1964 face aux Yankees de New York. Lanceur partant des Athletics de Kansas City, il amorce le match en accordant un coup sûr et un but-sur-balles, puis en effectuant un mauvais lancer et en accordant un circuit de 3 points à Mickey Mantle, avant de quitter la rencontre avec 6 points alloués en seulement deux manches lancées.
Il fait la navette entre les majeures et les ligues mineures de 1964 à 1966. Il démontre de belles aptitudes en 14 départs pour Kansas City en 1966, alors qu'il maintient une moyenne de points mérités de 2,49 en 90 manches et un tiers lancées. La saison suivante est plus difficile, alors qu'il alterne entre les rôles de partant et de lanceur de relève, en plus d'être brièvement assigné au club mineur des Mounties de Vancouver. Il encaisse 8 défaites contre 3 victoires et voit sa moyenne de points mérités grimper à 5,04 en 103 manches et deux tiers lancées pour les Athletics.

### Athletics d'Oakland
En 1968, les Athletics de Kansas City déménagent en Californie et deviennent les Athletics d'Oakland. Odom y est à son aise dès son arrivée et il fait partie des légendaires équipes des A's qui gagnent au moins 90 matchs par saison de 1971 à 1975 et remportent trois Séries mondiales consécutives de 1972 à 1974.
En 1968, première saison à Oakland, Odom remporte 16 matchs, un sommet personnel. En 231 manches et un tiers lancées lors de 32 matchs, dont 31 départs, il maintient sa meilleure moyenne de points mérités en carrière : 2,45. En revanche, il mène la Ligue américaine avec 17 mauvais lancers. Le 7 juin 1968, il vient à un seul retrait de réaliser un match sans point ni coup sûr lorsqu'il accorde un simple à Davey Johnson, des Orioles de Baltimore, en 9e manche.
En 1969, il égale son plus haut total de manches lancées (231 et un tiers) en une saison et remet une moyenne de points mérités de 2,92 en 32 départs. Il remporte 15 matchs des A's, contre 6 défaites, et établit son record personnel de 150 retraits sur des prises. Blue Moon Odom est invité au match des étoiles de mi-saison en 1968 et 1969. Le 4 mai 1969, il démontre aussi ses aptitudes en offensive (la Ligue américaine n'utilise alors pas encore la règle du frappeur désigné) lorsqu'il frappe un circuit et récolte 6 points produits contre les Pilots de Seattle.
En 1971, alors que les Athletics se qualifient pour les éliminatoires pour la première de 5 saisons consécutives, Odom connaît une saison plus ardue avec une moyenne de points mérités de 4,29 en 25 départs et une fiche perdante de 10 victoires et 12 défaites. Il n'obtient pas la chance de jouer en éliminatoires, Oakland étant rapidement éliminé par Baltimore.
Au sein d'une rotation de lanceurs partants qui comprend les joueurs étoiles Catfish Hunter, Vida Blue et Ken Holtzman, Blue Moon Odom connaît l'une de ses meilleures années en 1972 : moyenne de points mérités de 2,50 en 194 manches et un tiers lancées, 15 victoires et 6 défaites en 31 matchs, dont 30 départs.

#### Série mondiale 1972
Blue Moon Odom fait ses débuts en éliminatoires le 8 octobre 1972 dans le second match de la Série de championnat de la Ligue américaine, où il lance un blanchissage, n'accordant que 3 coups sûrs aux Tigers de Détroit. Ceci donne le ton à ses éliminatoires, où il maintient une moyenne de points mérités d'à peine 0,71 en 25 manches et un tiers lancées. Lanceur gagnant des premier et cinquième match de finale de la Ligue américaine contre les Tigers, il limite ses adversaires à un seul point, non mérité, à son second départ.
Il est ensuite opposé à Jack Billingham dans les troisième et septième matchs de la Série mondiale 1972 face aux Reds de Cincinnati. Odom écope de la défaite dans un premier duel, perdu 1-0 par Oakland, où il accorde le seul point sur 3 coups sûrs malgré 11 retraits sur des prises en 7 manches. Il quitte le match ultime de la finale avec son club en avance, 1-0, mais n'est pas impliqué dans la décision. Les Athletics triomphent 3-2 pour savourer une première conquête de la Série mondiale depuis leur arrivée à Oakland.

#### Série mondiale 1973
Odom connaît une difficile saison régulière en 1973 lorsqu'il ne remporte que 5 matchs contre 12 défaites et voit sa moyenne de points mérités enfler à 4,49. Son gérant, Dick Williams, l'assigne à l'enclos de relève pour la durée des éliminatoires. Il rachète sa saison avec une moyenne de points mérités de 2,79 en 9 manches et deux tiers lancées en éliminatoires, qui se concluent par la victoire des Athletics sur les Mets de New York en Série mondiale 1973.

#### Série mondiale 1974
Blue Moon Odom est surtout utilisé comme releveur par Oakland durant la saison 1974. Il affiche une moyenne de 3,81 points mérités accordés par partie en 87 manches et un tiers lancées. Il amorce seulement 5 matchs sur 34. Le 30 août 1974 contre les Tigers de Détroit, il réussit le seul sauvetage de sa carrière.
En éliminatoires, il n'accorde aucun point en 4 manches et deux tiers lancées. Mieux encore, il ne donne qu'un seul coup sûr (dans le premier match de la Série de championnat contre Baltimore) et un seul but-sur-balles.
Cette Série mondiale 1974 face aux Dodgers de Los Angeles est la dernière des trois remportées consécutivement par Oakland, et marque les derniers moments d'une des équipes les plus remarquables de l'histoire du baseball. Le club qui dispute la finale est aussi sur le bord de l'implosion : les joueurs ont une réputation pour se bagarrer régulièrement et sont unis par une haine connune du propriétaire des A's, Charlie Finley,. Un incident survenu avant le premier match de la série face aux Dodgers cimente la légende de ce groupe de joueurs excentriques et indisciplinés : Blue Moon Odom en vient aux coups dans le vestiaire avec le lanceur de relève étoile Rollie Fingers, après un commentaire insultant émis par Odom au sujet de l'épouse de son coéquipier. Coupé à la tête, Fingers reçut 6 points de suture, tandis que Blue Moon Odom se foula la cheville dans l'escarmouche.
Odom n'effectue qu'une présence au monticule dans la Série mondiale 1974. Il ne lance qu'à un frappeur des Dodgers dans le 5e match, complété par Fingers, et est le lanceur gagnant de cette rencontre qui assure le 3e titre des Athletics.

### Dernières saisons
Après 7 matchs joués pour Oakland en 1975, Odom est échangé le 20 mai aux Indians de Cleveland contre les lanceurs droitiers Dick Bosman et Jim Perry. Sa moyenne de points mérités se maintient à 2,61 en 3 parties jouées pour les Indians, mais son séjour à Cleveland est très bref. Avec Rob Belloir, un joueur d'arrêt-court, Odom est le 7 juin 1975 transféré aux Braves d'Atlanta contre le lanceur droitier Roric Harrison. Il accumule les mauvaises performances avec sa nouvelle équipe : sa moyenne de points mérités se chiffre à 7,07 en 56 manches lancées lors de 10 départs et 5 présences en relève pour les Braves, avec qui il ne savoure qu'une victoire et encaisse 7 défaites. Il termine la pire saison de sa carrière avec une moyenne de points mérités qui s'élève à 7,22 en 25 matchs et 77 manches et un tiers lancées au total cette année-là pour les trois clubs.
Transféré aux White Sox de Chicago pour le receveur Pete Varney le 15 juin 1976, Odom y complète cette année-là, à l'âge de 31 ans, sa carrière de 13 saisons dans les majeures. De nouveau mis sous contrat par Oakland, il apparaît dans 6 matchs des Missions de San Jose, leur club-école en ligues mineures, en 1977 mais abandonne ses tentatives de remonter chez les Athletics.

### Palmarès
Blue Moon Odom a disputé 295 matchs de saison régulière dans le baseball majeur, dont 229 comme lanceur partant, et 269 parties au total pour la franchise des Athletics (Kansas City et Oakland). Sa moyenne de points mérités en carrière s'élève à 3,70 en 1 509 manches lancées, avec 857 retraits sur des prises, 40 matchs complets et 15 blanchissages. Ses insuccès à ses dernières années ont fait basculé sa fiche victoires-défaites du mauvais côté : 84 succès, contre 85 échecs.

#### Séries éliminatoires
Blue Moon Odom a lancé 10 parties, dont 4 comme lanceur partant, en séries éliminatoires. Sa moyenne de points mérités de 1,13 en 39 manches et deux tiers témoigne de son importante contribution aux 3 clubs champions des Athletics d'Oakland. Il a remporté 3 victoires contre une défaite au total, et a gagné un match contre un revers dans les Séries mondiales, où sa moyenne de points mérités se chiffre à 2,08 en 17 manches et un tiers lancées. Il compte de plus 29 retraits sur des prises en éliminatoires, 17 d'entre eux dans ces 3 Séries mondiales.

### Vie personnelle
John Odom souffre de dépression et connaît des problèmes personnels et judiciaires quelques années après la fin de sa carrière. En décembre 1985, il est arrêté par les policiers après s'être barricadé durant 6 heures dans sa résidence de Fountain Valley, en Californie. Les policiers, qui utilisent du gaz lacrymogène pour le forcer à se rendre, affirment qu'il a menacé de tirer sur son épouse, Gayle, avec une arme à feu. L'année suivante, il est trouvé coupable d'avoir à deux reprises vendu en mai 1985 de la cocaïne, pour une valeur totale de 100 dollars, à un collègue de travail et est condamné à 90 jours de prison. Il passe 55 jours en prison avant d'être libéré le 16 décembre 1986. Il passe également 6 semaines dans un centre de désintoxication, règle éventuellement ses problèmes d'addiction et convole après un divorce avec sa seconde épouse, Maureen. Il est aussi pendant 10 ans propriétaire d'une entreprise de peinture en bâtiment.